# Гагаузский драматический театр
Гагаузский национальный драматический театр (гаг. Gagauz Milli Teatrusu) — драматический театр в городе Чадыр-Лунга на юге Молдавии в Гагаузской автономии. Основан в 1997 году.

## История
Гагаузской национальный драматический театр был основан 26 декабря 1997 года по инициативе молдавского гагаузского поэта, прозаика, драматурга и фольклориста Диониса Танасоглу. Театр был назван в честь молдавского и Гагаузского священнослужителя и просветителя, инициатора книгоиздания на молдавском и гагаузском языке Михаила Чакира. С момента основания театра он не имел собственного помещения. Театр располагался в Чадыр-Лунгзском доме культуры. Театр арендовал помещение на втором этаже, а спектакли ставил в зале на первом этаже.
10 ноября 2011 году исполнительный комитет Гагаузской автономии принял решение о ликвидации театра. Планировалось создать предприятие «Гагаузконцерт», в рамках которого должен был существовать театр. Однако предприятие не было создано. Вместо этого был образован Чадыр-Лунгский драматический театр имени Михаила Чакира, который фактически стал правопреемником Гагаузского Национального драматического театра имени Михаила Чакира. Коллектив остался таким же, но подчинение изменилось. Театр из общегагаузского превратился в городской.
С момента ликвидации до марта 2012 года театр не ставил представления. Лишь 27 марта 2012 года потеряв статус национального, но получив статус городского, труппа театра поставила три спектакля для детей дошкольного и школьного возраста, а также одну для взрослого зрителя — спектакль по мотивам пьесы выдающегося гагаузского писателя и поэта Тодура Занета «Очарованный подвал».
5 марта 2013 года театру был возвращён статус и бюджетное финансирование. Он получил новое название — Гагаузский Национальный театр имени Диониса Танасоглу.